# Hamza Hadi
Hamza Hadi (Irak; 20 de noviembre de 1969) es un exfutbolista y entrenador de fútbol de Irak que jugaba en la posición de defensa. Actualmente es el entrenador del Zakho FC de la Liga Premier de Irak.

## Carrera

### Club
| Periodo   | Club                   |
| --------- | ---------------------- |
| 1992–1993 | Al-Talaba SC           |
| 1993–1994 | Al-Quwa Al-Jawiya      |
| 1999–2000 | Dibba Al-Fujairah Club |
| 2000–2001 | Al-Quwa Al-Jawiya      |
| 2001–2003 | Al-Talaba SC           |
| 2003–2005 | Al-Shorta SC           |
| 2006–2008 | Al-Sinaa SC            |

### Selección nacional
Jugó para Irak en 19 ocasiones en el 2000 y anotó dos goles, participó en la Copa Asiática 2000.

### Entrenador
| Periodo   | Club           |
| --------- | -------------- |
| 2021–2022 | Al-Diwaniya FC |
| 2022–     | Zakho FC       |

## Logros
- Liga Premier de Irak: 2

1992-93, 2001-02
- Copa de Irak: 2

2001-02, 2002-03
- Supercopa de Irak: 2

2001, 2002
- Copa Elite Iraquí: 2

1993, 1994